# Gerhard Frey (Philosoph)
Gerhard Frey (* 19. Oktober 1915 in Wien; † 19. Juni 2002 in Innsbruck) war ein österreichischer Philosoph und Wissenschaftstheoretiker.

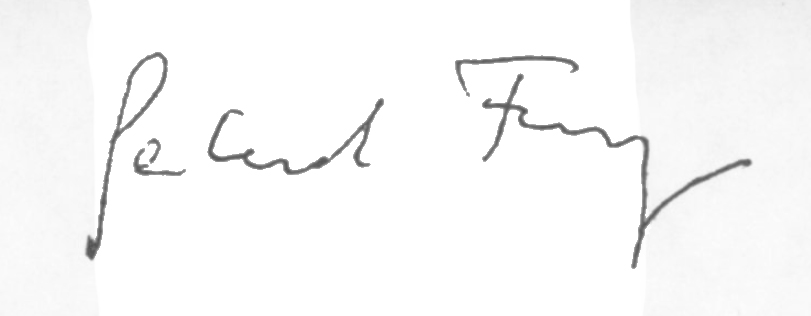
Gerhard Frey. Signatur

## Leben und Wirken
Gerhard Frey, Sohn des Kunsthistorikers Dagobert Frey, besuchte in Breslau die Schule und machte dort 1935 sein Abitur. Nach Arbeits- und Wehrdienst begann er im Wintersemester 1937/38 das Studium der Fächer Philosophie, Mathematik, Physik, Astronomie und Chemie. 1940 Lehramtsexamen für Höhere Schulen in Mathematik und Physik. 1943 bei Clemens Schäfer in Breslau Promotion in Physik mit einer Dissertation über die elastooptischen Eigenschaften von Jenaer Gläsern. Es folgte Forschungsarbeit am Physikalischen Institut der Universität Breslau und später am Institut für Mikroskopie und angewandte Optik der Universität Jena.
Nach dem Krieg war Frey zunächst Studienassessor und später Studienrat an Gymnasien in Giengen an der Brenz, Ellwangen, Esslingen und Stuttgart. 1951 habilitierte er sich an der Fakultät für Natur- und Bildungsfächer der Technischen Hochschule Stuttgart mit einer Untersuchung des gesetzbildenden Verknüpfungszusammenhangs der exakten Naturwissenschaften, der Grundlage des Buches »Gesetz und Entwicklung in der Natur«. 1959 übernahm Frey eine Diätendozentur an der Technischen Hochschule Stuttgart und wurde  zum außerplanmäßigen Professor ernannt. 1962 wurde er  Wissenschaftlicher Rat.
1968 folgte Frey dem Ruf auf die damals neu errichtete Lehrkanzel für Philosophie und Wissenschaftstheorie an der Universität Innsbruck. Er „trug wesentlich dazu bei, dass in Österreich wieder eine wissenschaftlich orientierte Philosophie Fuß fassen konnte, die durch das Ende des ›Wiener Kreises‹, die nationalsozialistische Herrschaft und die nach dem Krieg erfolgte katholische Restauration beinahe von den Universitäten verschwunden war.“
Das »Problem des Aufbaus wissenschaftlicher Sprachen« führte Frey »zu den Grundlagen der Logik und Mathematik«, wie sein damaliger Assistent Bernulf Kanitscheider in seinem Nachruf von 2004 bemerkt. Und weiter: „hier war für den Philosophen v. a. das Terrain der Metamathematik bedeutsam, so die Frage des Logizistischen Aufbaus der Mathematik, das Verhältnis von Sinn und Bedeutung bei Frege und natürlich die philosophischen Konsequenzen der Unvollständigkeitstheoreme von K. Gödel. ... Frey verband die Gödelschen metamathematischen Resultate nicht nur mit dem Scheitern des Hilbertschen Programmes der finiten Axiomatisierbarkeit der Mathematik, sondern sah darin bedeutsame Folgerungen für die Konstruktion von bewusstseinsanalogen Maschinen.“
Gerhard Frey »war radikalen Grundsatzlösungen eher abgeneigt.« In der Szientismus-Kontroverse, also der Frage nach der Universalität der deduktiv-nomologischen Methode, mochte er sich »nicht einfach gegen die hermeneutisch-verstehende Methode der Gadamer-Schule entscheiden. ... Er wollte sich nicht der Meinung der damals herrschenden analytischen Richtung anschließen, dass Natur- und Geisteswissenschaften durch eine einheitliche Methode charakterisiert seien, sondern blieb bei der Vorstellung einer bereichsabhängigen Gültigkeit der nomothetischen und idiographischen Verfahren.«
In späteren Jahren wandte sich Frey wieder mehr der Kunst zu. Von seinem Elternhaus geprägt, war er zeit seines Lebens ein begeisterter Konzertbesucher und Liebhaber der Bildenden Kunst. »Es lag für ihn nahe, nun sein gedankliches Instrumentarium auf die Deutung der bildenden Kunst anzuwenden. Dabei unterschied er verschiedene Reflexionsebenen und zeigte anhand zeitabhängiger Deutungen, wie unterschiedliche künstlerische Realität konstituiert werden kann. Doppelsinnigkeit und Mehrschichtigkeit sind danach innere Merkmale von Kunst, womit die Frage der Authentizität in der Malerei oder der Werktreue in der Musik deutlich relativiert wird. Der Betrachter und der Zuhörer ist wohl aus dieser Sicht immer kreativ in das Kunstwerk eingebunden und verflochten, er spielt in gleichem Sinne eine tragende Rolle wie die natürlichen Sprachen bei der Etablierung faktischer Aussagen über die Welt. Freys Lebenswerk zeigt eine bemerkenswerte Abgerundetheit und besitzt auch für den heutigen Leser eine Fülle von Anregungen für kommende Forschung.« Mit diesem Hinweis beschließt Bernulf Kanitscheider seinen Nachruf.
Freys wissenschaftlicher Nachlass befindet sich im Brenner-Archiv der Universität Innsbruck.

## Publikationen (Auswahl)
- Gedanken zu einer universalen Philosophie. Fr. Frommanns Verlag Stuttgart 1948

- Gesetz und Entwicklung in der Natur. R. Meiner Hamburg 1958.

- Erkenntnis der Wirklichkeit. Philosophische Folgerungen der modernen Naturwissenschaften. W. Kohlhammer Stuttgart, 1965.

- Sprache – Ausdruck des Bewußtseins. W. Kohlhammer Stuttgart, 1965.

- Die Mathematisierung unserer Welt, W. Kohlhammer Stuttgart, 1967.

- Theorie des Bewßtseins. Karl Alber Freiburg i. Br. / München 1980. ISBN 3-495-47426-9

- Von der Wissenschaft zur Kunst. Ausgewählte Schriften von Gerhard Frey, hrsg. von Josef Zelger. Inst. für Sprachwiss. Innsbruck, 1989.

- Anthropologie der Künste. Karl Alber Freiburg i. Br. / München 1994. ISBN 3-495-47774-8

## Ehrungen
- Bernulf Kanitscheider: (Hg.): Sprache und Erkenntnis. Festschrift für Gerhard Frey zum 60. Geburtstag. Innsbruck 1976.